# Brother (film 1997)
Brother (in russo Брат?, Brat) è un film del 1997, scritto e diretto da Aleksej Balabanov.
Nel 2000 lo stesso Balabanov ne ha diretto un sequel, Il fratello grande.

## Trama
Daniil Bagrov è reduce dal servizio militare come scrivano in ufficio. Ha un'indole protettiva verso le persone più deboli.
Dopo essere stato coinvolto in una rissa, un vecchio amico di suo padre, il capo della polizia, gli propone di arruolarsi come poliziotto. Ma Daniil rifiuta e accetta il consiglio di sua madre, ovvero di raggiungere suo fratello Viktor a San Pietroburgo. Sebbene la madre creda che Viktor sia un rinomato uomo d'affari, in realtà egli è un killer che presta servizio dal boss mafioso Krugly.
Daniil, non sospettando del vero lavoro del fratello, accetta di intraprenderne la sua ultima missione, ovvero l'assassinio di un mafioso ceceno, credendo così di difendere suo fratello dai soprusi di quest'ultimo. Il lavoro viene compiuto con efficienza, ma Daniil rimane ferito da un colpo di pistola, esploso da uno degli uomini di Krugly, che volevano sbarazzarsi del sicario a lavoro compiuto.
Durante la fuga, Daniil si rifugia su un tram, guidato da Sveta, una donna maltrattata dal marito che lo conduce in periferia, salvandogli di fatto la vita. Daniil trova poi soccorso da un suo amico Gofman il tedesco, che lo medica e lo rimette in sesto. Qualche giorno dopo, ristabilitosi completamente, Daniil incontra Sveta, con cui inizia una relazione, ma una nuova missione lo attende: recarsi, insieme a due uomini di Krugly, in un appartamento per recuperare del denaro che gli era stato sottratto. Il lavoro era stato affidato a Viktor che invece decide di farla portare a termine nuovamente da suo fratello; il colpevole viene liquidato insieme al suo coinquilino.
Mentre si accingono a eliminare l'uomo innocente che avevano preso come ostaggio che casualmente aveva sbagliato l'appartamento finendo nelle grinfie dei malviventi, Daniil li fa fuori di conseguenza. Venuto a conoscenza della scomparsa dei suoi gregari, Krugly decide di vendicarsi contro Daniil; scoperto l'indirizzo di Sveta, in compagnia di alcuni suoi uomini, la violenta e la malmena selvaggiamente, in seguito giunge a casa di Viktor, obbligandolo a contattare Daniil telefonicamente e tendergli una trappola.
Giunto da Sveta, dopo aver eliminato il killer Krot che gli ha teso un agguato, constata che Sveta ha subito un'aggressione. Daniil riceve la chiamata del fratello e accetta di incontrarsi con lui. Intuendo la macchinazione di Krugly, Danila si reca a casa di Viktor ed elimina Krugly e i suoi uomini, risparmiando invece suo fratello e invitandolo a ricominciare una nuova vita nel villaggio dove abita la loro madre. Prelevati i soldi che Krugly aveva con sé, Daniil si mette in viaggio verso Mosca, pronto a farsi valere anche lì.

## Distribuzione
È stato presentato nella sezione Un Certain Regard al 50º Festival di Cannes e in concorso al Torino Film Festival, dove ha vinto il Premio speciale della giuria e il Premio FIPRESCI.

## Premi e riconoscimenti
- Torino Film Festival 1997: Premio speciale della giuria, Premio FIPRESCI